# Zgnilizna brunatna drewna

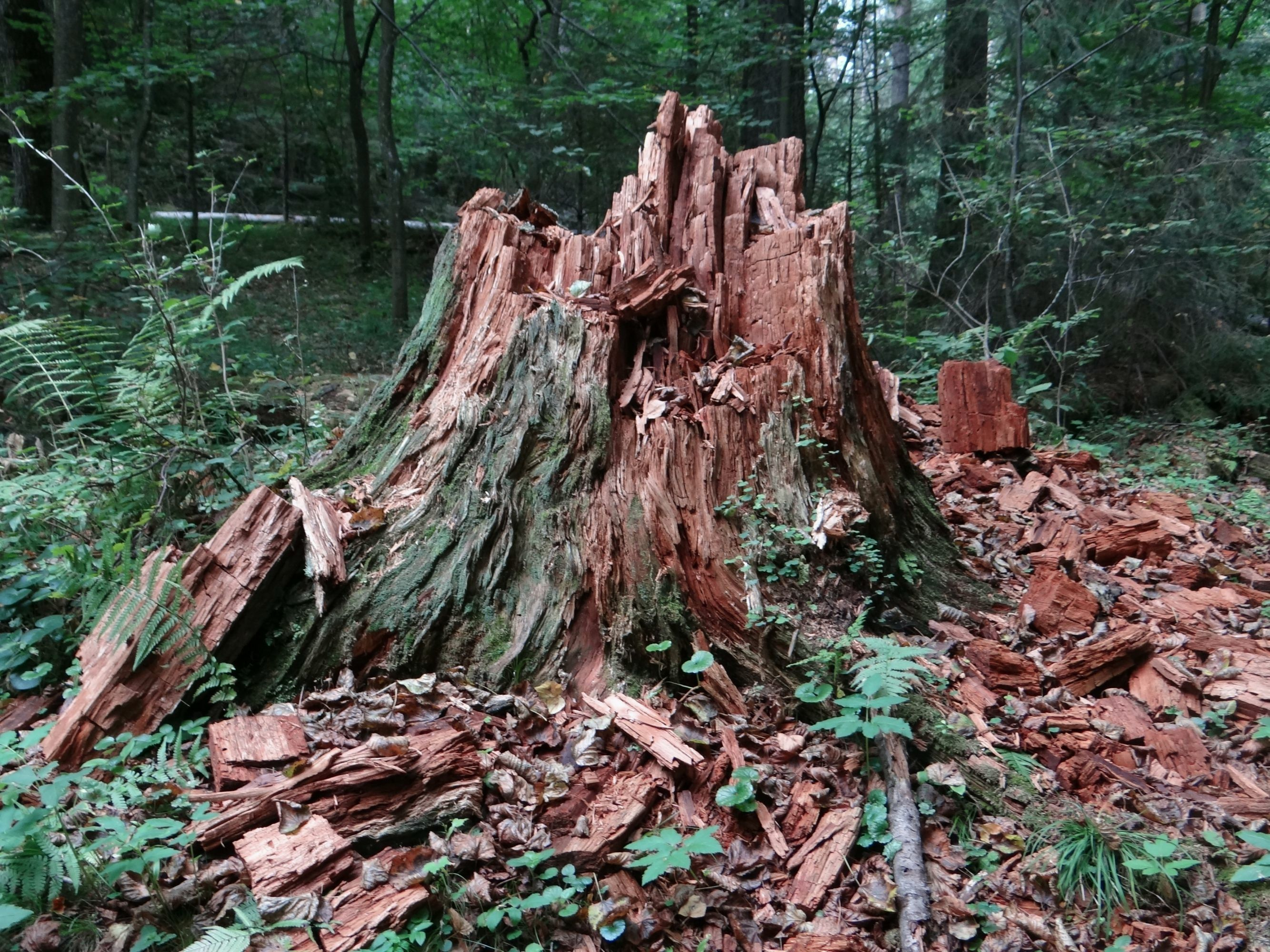
Końcowa faza zgnilizny brunatnej na pniaku świerka

Zgnilizna brunatna drewna, zgnilizna destrukcyjna, zgnilizna czerwona, zgnilizna błonnikowa – wada drewna, jeden z rodzajów zgnilizn z grupy zgnilizn miękkich. Zgnilizna ta powoduje zmianę barwy na ciemniejszą od barwy drewna zdrowego.
W pierwszej fazie rozkładowi ulega przede wszystkim celuloza, podczas gdy lignina pozostaje prawie nietknięta. Znikanie celulozy i innych węglowodanów (pentozanów) z drewna powoduje, że ściany komórek pękają (poprzecznym i podłużnym do przebiegu włókien), co z kolei powoduje kurczenie się drewna i jego rozpad na pryzmatyczne klocki (tzw. zgnilizna kostkowa lub płytkowa). W końcowej fazie rozkładu drewno jest mniej lub więcej brunatne i można je rozetrzeć w palcach na proszek. Strzępki grzybów sprawczych tej zgnilizny są dość często zaopatrzone w sprzążki i przylegają zwykle mocno do ścian komórkowych zasiedlanych komórek, wydzielając równocześnie enzymy. Przenikanie strzępek z komórki do komórki odbywa się w dowolnym miejscu ściany komórkowej przez wytrawianie w nim za pomocą enzymów mniejszego lub większego otworu. Przerastając przez ścianę, w zależności od gatunku grzyba, strzępka może się zwęzić. Przykładem zgnilizny brunatnej jest rozkład drewna powodowany przez stroczka domowego, pniarka obrzeżonego lub żółciaka siarkowego.
Pomiar zgnilizny destrukcyjnej wykonuje się na czole drewna okrągłego: mierzy się szerokość strefy zawierającej zgniliznę, wyrażając ją w centymetrach lub ułamkowo w stosunku do średnicy czoła. Wymiary plam nieregularnie rozrzuconych (zgnilizna rozrzucona) określa się szacunkowo w procentach lub ułamkowo do powierzchni czoła (pomiar jak dla zgnilizny twardej i miękkiej).